# Srila Prabhupada
A.C. Bhaktivedanta Swami Prabhupada eller Srila Prabhupada A.C. Bhaktivedanta Swami Prabhupada (hindi: भक्तिवेदान्त स्वामी प्रभुपाद) (1. september 1896 – 14. november 1977) var en indisk åndelig leder og grundlægger af den hinduistiske bevægelse ISKCON (Hare Krishna).